# Encore/Curtains Down
Encore/Curtains Down - singiel amerykańskiego rapera Eminema. Gościnnie występują Dr. Dre, który jest również współproducentem i raper 50 Cent. Utwór pochodzi z albumu Encore. 
Encore/Curtains Down był nominowany do nagrody Best Rap Performance by a Duo or Group, jednak przegrał z zespołem hip hop i R&B, The Black Eyed Peas, piosenką "Don't Phunk with My Heart".

## Lista utworów
12"
1. "Clean"
2. "Album"
3. "Instrumental"
4. "Acapella"

## Notowania
| Notowanie (2004)                     | Najwyższa pozycja |
| ------------------------------------ | ----------------- |
| U.S. Billboard Hot 100               | 25                |
| U.S. Billboard Hot R&B/Hip-Hop Songs | 48                |
| U.S. Billboard Hot Rap Tracks        | 25                |
| U.S. Billboard Pop 100               | 12                |